# Diane James
Diane Martine James (Bedford, 20 november 1959) is een Brits politica en voormalig beoogd partijleider van de UK Independence Party (UKIP). James is een van de 22 UKIP-leden in het Europees Parlement.
James was lid van de gemeenteraad van Borough of Waverley vanaf 2007, eerst onafhankelijk nadat ze de Conservatieve Partij had verlaten, en vanaf 2011 als vertegenwoordigster van UKIP. In mei 2015 verloor zij haar zetel aan een lid van de Conservatieven. Zij werd in 2014 gekozen tot lid van het Europees Parlement.
James werd na het aftreden van Nigel Farage als partijleider van de UKIP, op 16 september 2016 met 8.451 stemmen (46,2%) gekozen tot zijn opvolger en werd daarmee de eerste vrouwelijke UKIP-partijleider. Uiteindelijk weigerde zij op 4 oktober 2016, slechts achttien dagen na haar uitverkiezing, haar nieuwe functie te aanvaarden. Als reden gaf James dat zij onvoldoende steun kreeg om de meningsverschillen binnen de partij op te lossen. Ook verwees zij naar de stress die de uitverkiezing bij haar veroorzaakt had. De vacante positie van partijleider werd een dag later weer ingenomen door Farage.
James maakte in een interview in 2015 verschillende positieve opmerkingen over Vladimir Poetin. Zij vertelde dat zij hem bewonderde en dat hij een krachtige leider is die altijd voor zijn land kiest.